# Гончар Овсій Іванович
Овсій Гончар (псевдо — Отаман Бурлака, Батрак; 1888, с. Казенна Мотовилівка, Васильківський повіт, Київська губернія — березень 1921, Харківська губернія) — відомий громадський і військовий діяч УНР на Київщині у 1917—1921 роках — періоду Української національно-визвольної революції, сотник Мотовилівської сотні.

## Життєпис
Народився 1888 у селі Панська Мотовилівка Васильківського повіту Київської губернії (тепер Фастівського району Київської області). За свідченням Марка Шляхового, до 1917 Овсій був залізничником, згодом начальником залізничної станції в Сибіру.
Овсій Гончар активно підтримав революційні події 1917 в Україні.
У 1917 р. обраний головою Васильківської повітової земельної управи. Опікувався молоддю в Мотовилівці, на зібраннях сільського юнацтва викладав їм лекції та читав книжки. 6 квітня 1917 року у Панській Мотовилівці заснував товариство «Просвіти» імені Бориса Грінченка, яку очолив місцевий священик о. Ігор Давиденко.
Був дуже освіченою людиною і тому того ж 1917 року Генеральним Секретаріатом Центральної Ради був призначений головою Васильківської повітової земельної управи. 1918  членами «Просвіти» були понад 90 місцевих мешканців, а очолював її 17-річний брат Овсія — Терентій Іванович Гончар. 
З початком третьої окупації УНР 1919 року, читальня розграбована та спалена московитами, забрана худоба. Але особливо важкою втратою для Овсія була загибель меншого брата Терентія у Боярці, якого, як очільника «Просвіти», закатували червоноармійці.
Одним із перших взявся творити відділи Вільного козацтва на Київщині. Саме вони пізніше стали основою війська УНР у Мотовилівському краї. У лютому-березні 1918 у ранзі сотника очолював Мотовилівську сотню у складі Васильківського коша Вільного козацтва під командуванням Івана Горемики-Крупчинського. Зокрема, брав участь у бою під Білою Церквою 4 березня 1918. Разом із сотником Федором Артеменком командував двома сотнями козаків із двома гарматними та кулеметними ватагами, що були вислані з наказу Горемики-Крупчинського на допомогу загонам Вільного козацтва на позиціях біля села Устинівка.
У лютому 1919 перейшов на нелегальне становище та став мотовилівським повстансько-партизанським отаманом під псевдо «Бурлака». Узгоджував дії з отаманом Зеленим - Данилом Терпилом та отримував від нього підтримку. Організатор гучного масового повстання у повіті на теренах Фастівщини. 
У березні-квітні 1919 організував Васильківське повстання у запіллі окупантів. До акції приєдналися повстанці Барахтів, Борової, Глевахи, Руликова, Великої Вільшанки, Яцків, Митниці, Крушинки та інших сіл.

4 квітня 1919 у Харкові Рада Народних Комісарів оголосила отаманів Соколовського, Гончара (Батрака) і Орловського поза законом. У постанові зазначалось: 
|  | В районі Радомишльського повіту — Соколовський і в районі Мотовиловки. Поміж Фастовим і Васильковим (у волостях: Мотовилівській, Оленівській, Марянівській, Оскерівській, Сквирській, Кортнівській, Димівській, Чорноградській і інших) — Гончар (Батрак), що називав себе українським лівим соціалістом–революціонером, а також само у районі Білої Церкви якийсь Орловський, бувший старшина, утворили банди грабіжників, гвалтують мирне населення, розстрілюють і грабують, ведуть людожерне цькування євреїв. За повстання проти Робітничо–Селянської влади і порушення державної влади, що виявляється грабунками і гвалтами над мирним населенням, Соколовського, Гончаря (Батрака) і Орловського оголошено поза законом |

8-10 квітня 1919 року разом з отаманами Струком та Зеленим здійснював керівництво Куренівським повстанням проти більшовиків. Тоді повстанцям удалося на короткий час оволодіти Києвом та значною мірою паралізувати більшовицькі структури на Київщині.
Як організатор Васильківського повстання (в ніч на 28 березня 1919 року), до якого приєдналися селяни Борової, Панської Мотовилівки, Казенної Мотовилівки, Оленівки, Мар'янівки, Руликова, Барахтів, Глевахи, Великої Вільшанки, Яцьків, Митниці, Крушинки та інших сіл повіту, виявив себе вмілим військовим та пропагандистським керівником. Кількість вояків його загону нараховувала в окремі періоди до 8000 осіб. Повстанці розпочали наступ на Київ. Дійшли до Глевахи, за яку точився особливо запеклий бій. Із перемінним успіхом отаман Бурлака продовжував відчайдушну боротьбу до літа 1919 року, аж доки не підійшла об'єднана Українська армія. 8-а галицька бригада за допомогою місцевих козаків-повстанців вибила ворога з Василькова, Глевахи, Боярки і, врешті, 30 серпня увійшла до Києва. Лише зняті з фронту додаткові регулярні більшовицькі підрозділи змогли восени 1919 році розсіяти його козаків та на нетривалий час поновити відносний контроль над землями Фастівщини та Васильківщини.
У 1921 році був арештований та вивезений до харківської в'язниці на Холодній Горі. Засуджений до смерті 9 березня 1921 року. Очолював трійку В. Балицький. З в'язниці втік, але незабаром загинув у перестрілці.

## Вшанування пам'яті
16 березня 2018 року земляки урочисто відкрили меморіальну таблицю Овсію Гончару біля центрального входу Великомотовилівської школи (автори — художник Василь Легкий, скульптор Михайло Дмитрів). Ініціювали її встановлення онука отамана Наталя Дубровська та краєзнавець Андрій Мороз.